# Bradley Potgieter
Bradley Potgieter est un coureur cycliste sud-africain, né le 11 mai 1989 à Pietermaritzburg.

## Palmarès
- 2007
  - 3e de Gand-Menin
  - 3e du Trofee der Vlaamse Ardenen
- 2010
  - Carousel GP
- 2012
  - Carousel GP
  - Vasbyt Classic
- 2013
  - 5e étape du Tour de Corée (contre-la-montre par équipes)
- 2016
  - 1re étape du Mpumalanga Tour
  - East Rand Classic
  - Tour Durban
  - Prologue du Tour de La Réunion (contre-la-montre par équipes)

## Classements mondiaux
| Année           | 2016 |
| --------------- | ---- |
| UCI Africa Tour | 217e |